# Peter von Röhlen
Peter von Röhlen, död före maj 1674 i Kalmar, var en tysk-svensk målare och konterfejare.
Han var far till Daniel von Röhlen och troligen far till Christian von Röhlen. Han härstammade troligen från Güstrow i Mecklenburg och omnämns första gången i svenska handlingar 1634 då han utförde arbeten på altaret i Kalmar stadskyrka. Han utförde ett flertal porträttmålningar och 1644 fick han orderboken full med beställningar av porträttmålningar med alla tillresta inför fredsförhandlingarna i Brömsebro. Förutom att han var lärare för sina egna söner var David Bremer en av hans lärjungar. Röhlen finns representerad med ett porträtt av superintendenten Nikolaus Eskilli vid Kalmars läroverk.